# 巴泰 (正白旗)
巴泰，滿洲正白旗，清朝政治人物、清朝工部尚書。
曾任原工部右侍郎。雍正十二年十月己未，接替海壽，擔任清朝工部尚書，后革。由查克旦接任。